# Sandhems kyrka
Sandhems kyrka är en kyrkobyggnad som sedan 2010 tillhör Mullsjö-Sandhems församling (2002-2010 Mullsjö församling och tidigare Sandhems församling) i Skara stift. Den ligger omkring 10 kilometer norr om centralorten i Mullsjö kommun.

## Kyrkobyggnaden
Nuvarande kyrka är den fjärde i Sandhem och den tredje på samma plats. Den är byggd i empirstil efter ritningar av arkitekt Carl Stål. Kyrkan började uppföras 1838 och var färdig för invigning 1841. Murar från tidigare kyrkor ingår i nuvarande kyrkobyggnad. Kyrkan består av långhus med ett torn i väster och ett rakt kor i öster av samma bredd som långhuset. Mitt på norra långsidan finns en utbyggd sakristia och mitt på södra sidan finns ett utbyggt vapenhus från 1913. Långhuset och sakristian har sadeltak som täcks med enkupigt lertegel. Vapenhusets sadeltak och tornets tak täcks med kopparplåt.

## Inventarier
- Dopfunten i koret är från 1100-talet och tillhör den så kallade "Bolumskolan". Ännu en dopfunt från 1913 står i södra vapenhuset.
- Ett processionskors av förgylld koppar och emalj från Limoges i Frankrike är daterat till omkring år 1200.
- Ett triumfkrucifix är daterat till 1400-talet.
- Altartavlan är utförd 1866 av A G Ljungström i Axtorp. Dess motiv är "Kristi Förklaring".
- Nuvarande orgel är byggd av Nordfors & Co och installerad 1968.
- Kormattan är tillverkad av Agda Österberg ateljé i Varnhem och skänkt av syföreningarna 1961.

## Bildgalleri

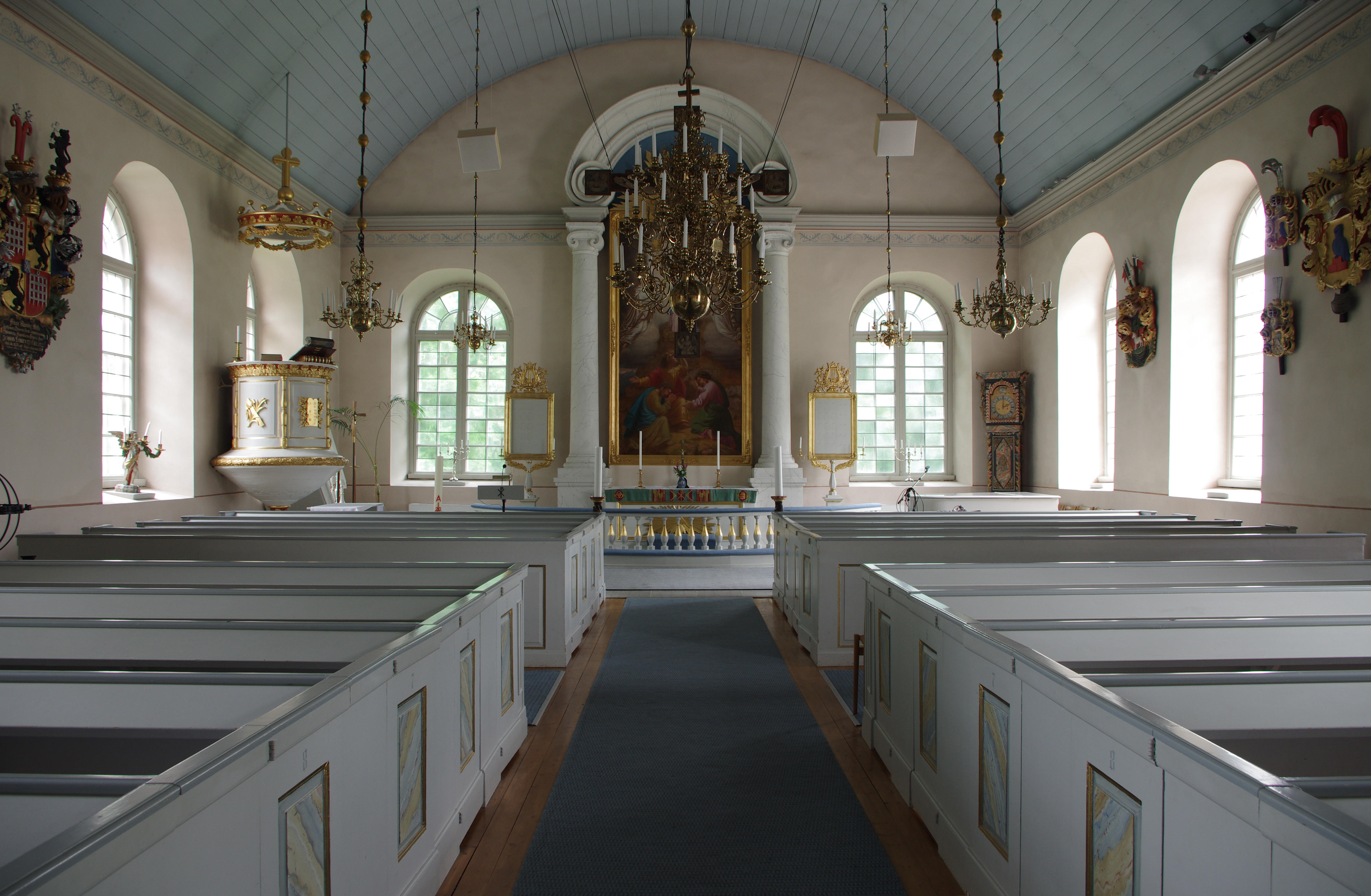
Interiör
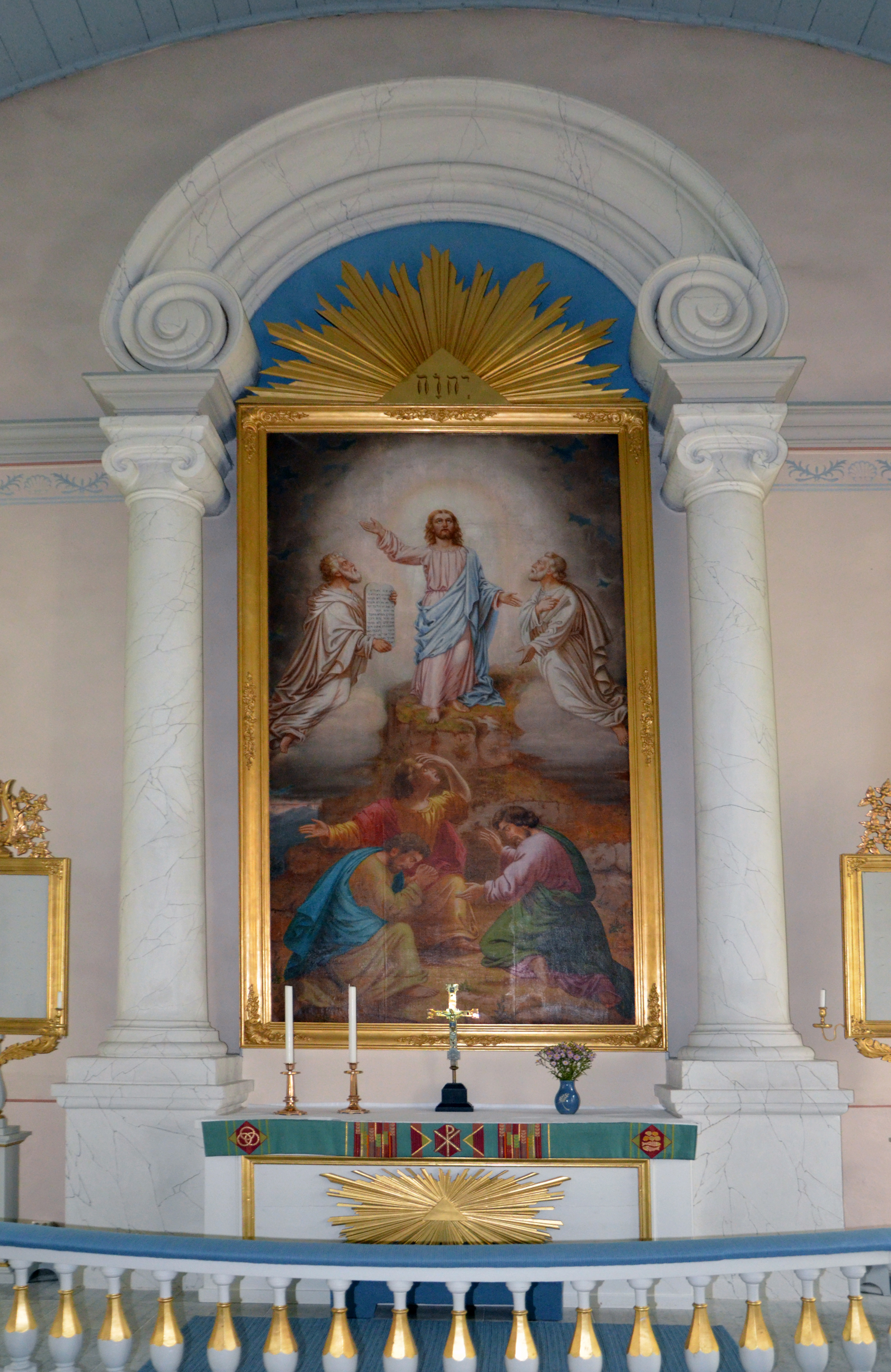
Altartavla med motivet Kristi förklaring
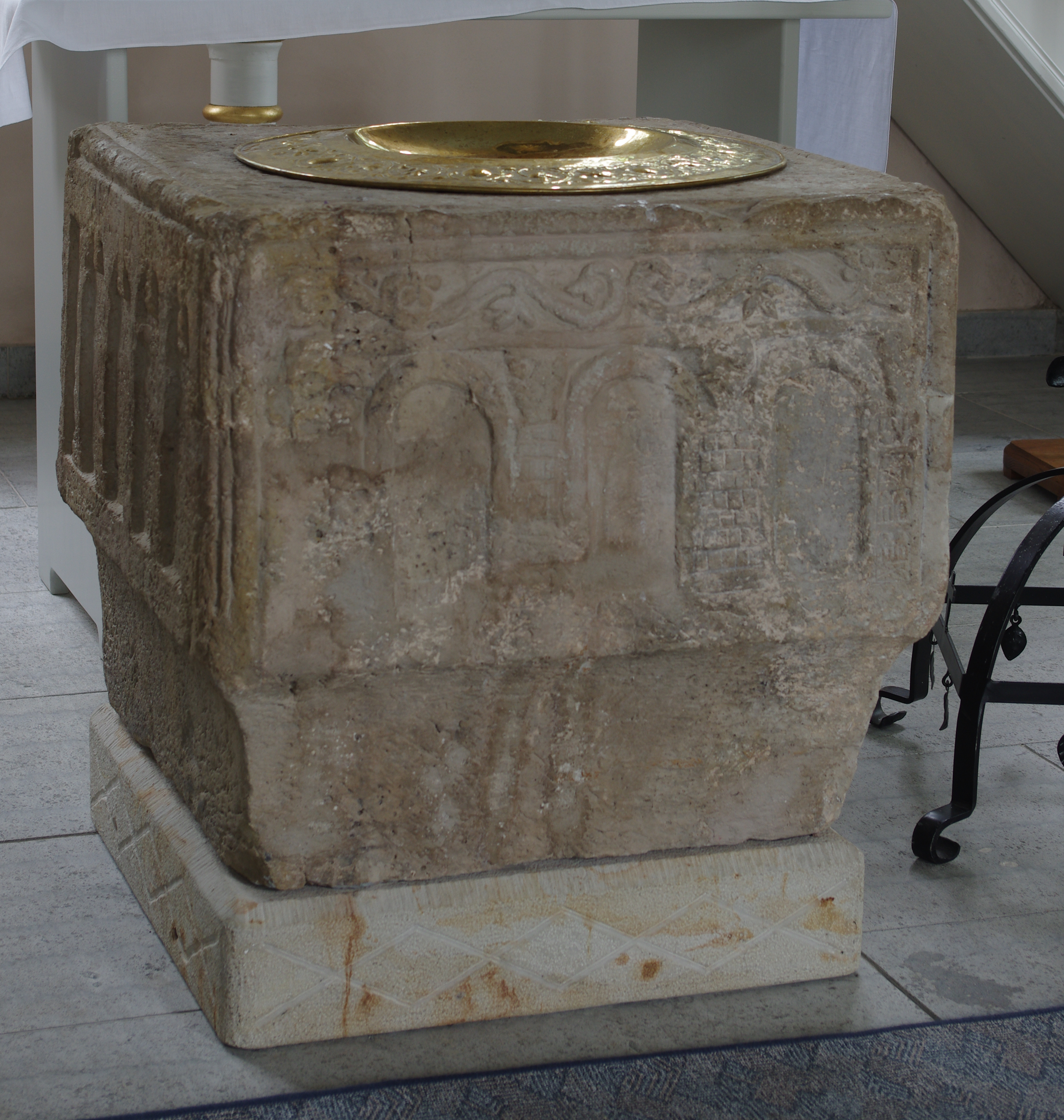
Dopfunten
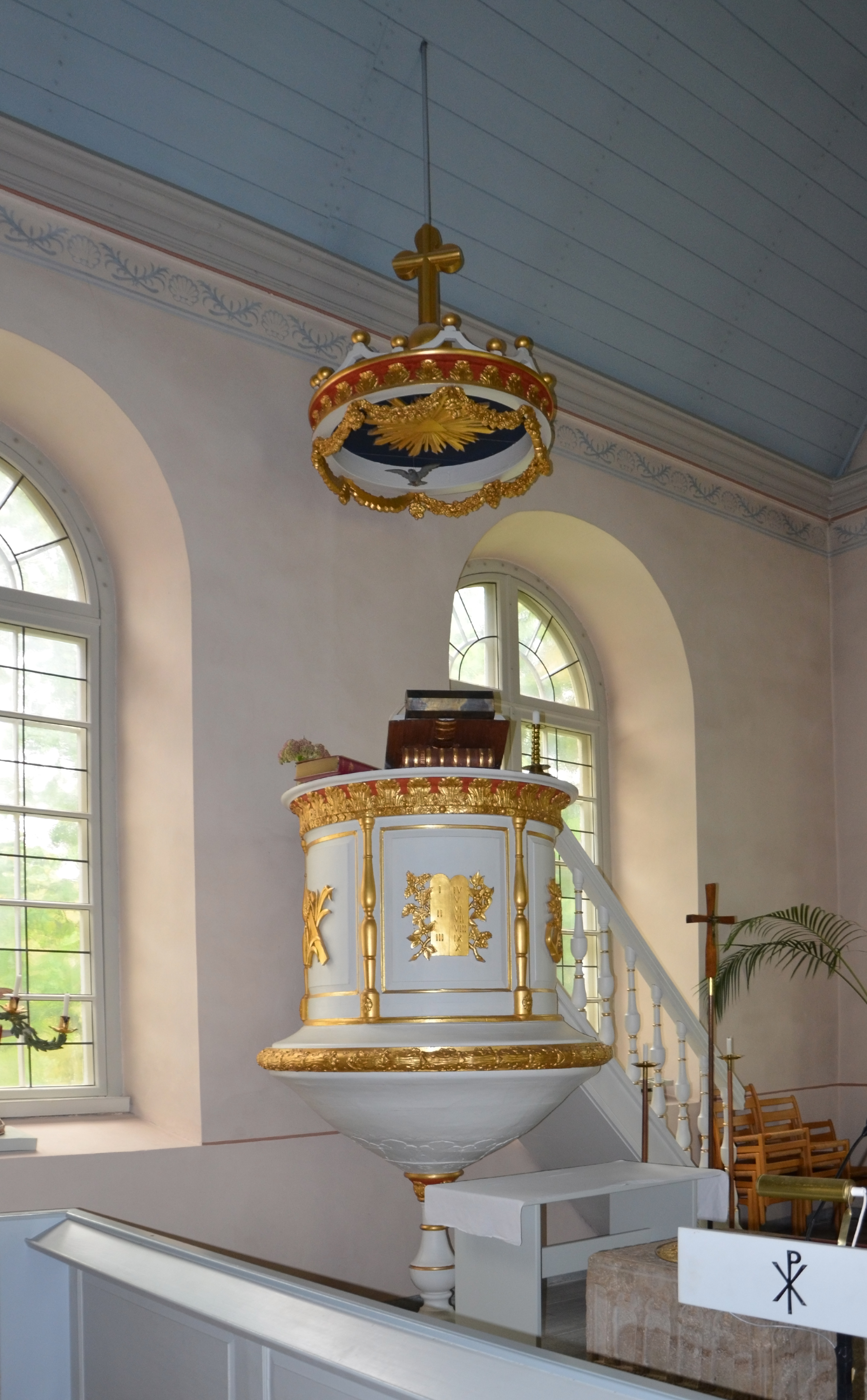
Predikstolen
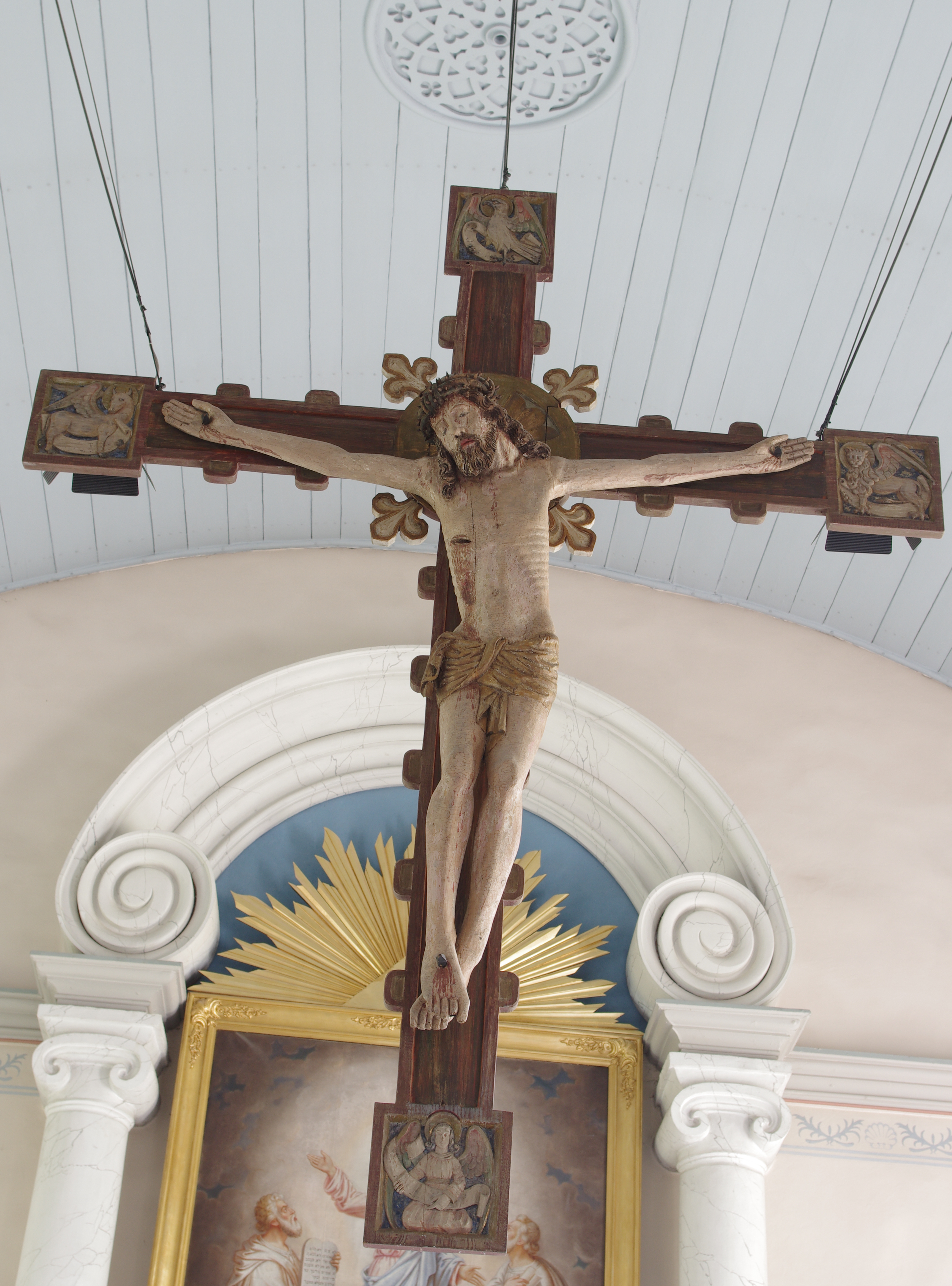
Triumfkrucifix
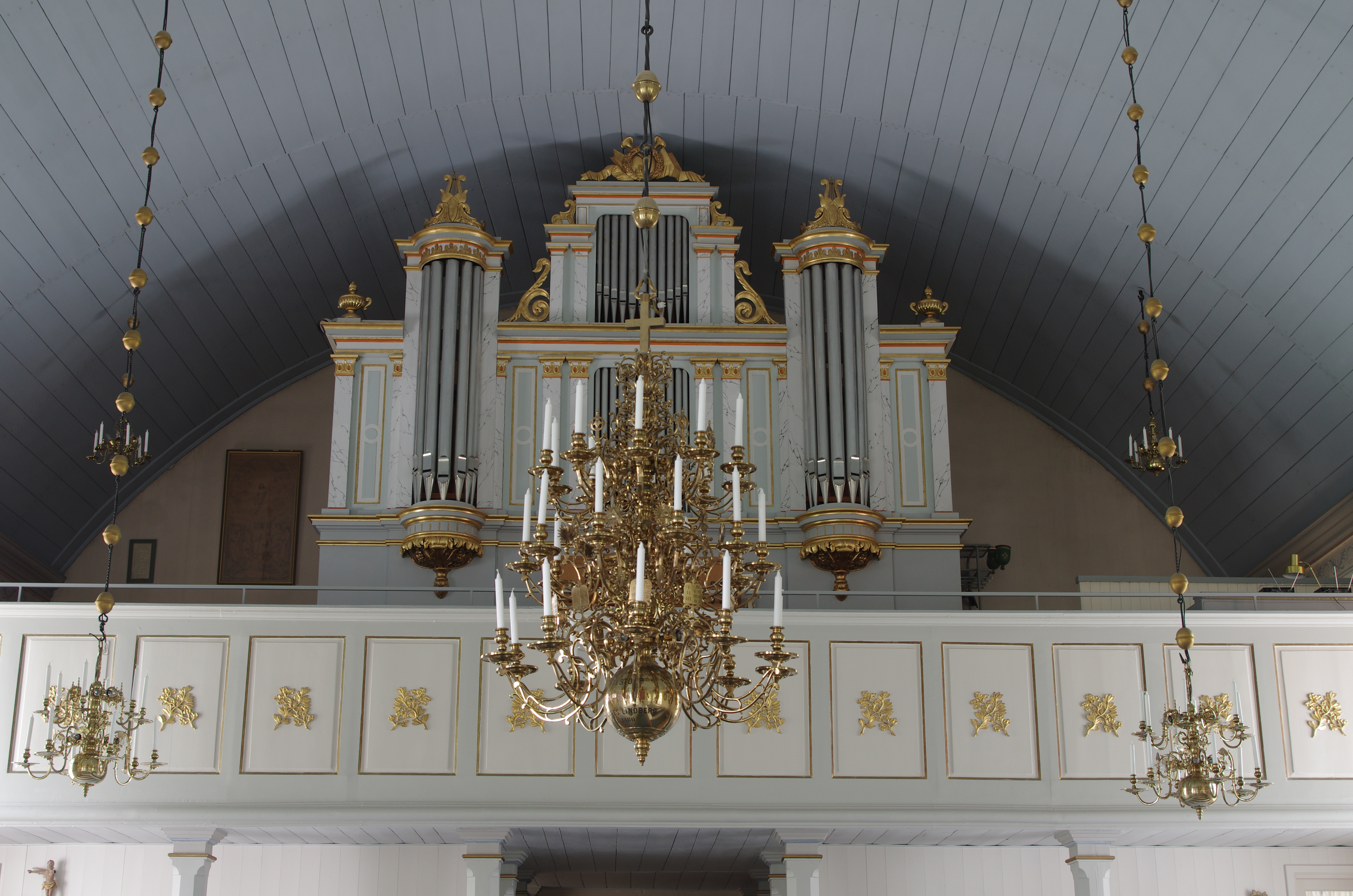
Läktarorgeln

## Orgel
- 1746 byggde Jonas Wistenius, Linköping en orgel med 9 stämmor.
- 1865 byggde Johan Niklas Söderling, Göteborg en orgel med 16 stämmor. Den avsynades och godkändes 4 oktober 1865 av musikdirektör Johan August Mankell från Skara och invigdes dagen efter, som var en vardag, den 5 oktober 1865 av kyrkoherde J. G. Blomberg.[1] Wistenius fasad är bevarad på västläktaren.
- 1968 byggde Nordfors & Co, Lidköping en orgel med 15 stämmor.
- Den nuvarande mekaniska orgeln är byggd 1974 av Smedmans Orgelbyggeri AB, Lidköping.[2]

| Huvudverk I     | Svällverk II        | Pedal         | Koppel |
| Principal 8´    | Gedackt 8´          | Subbas 16´    | I/P    |
| Rörflöjt 8´     | Fugara 8´           | Principal 8´  | II/P   |
| Oktava 4´       | Rörflöjt 4´         | Gedackt 8´    | II/I   |
| Tvärflöjt 4´    | Principal 2'        | Nachthorn 4´  |        |
| Rörkvint 2 2/3' | Koppelflöjt 2'      | Kvintadena 2' |        |
| Oktava 2'       | Nasat 1 1/3'        | Fagott 16'    |        |
| Mixtur 4 chor   | Sesquialtera 2 chor |               |        |
| Trumpet 8'      | Scharf 3 chor       |               |        |
|                 | Krumhorn 8'         |               |        |
|                 | Tremulant           |               |        |
|                 | Crescendosvällare   |               |        |